# Lucky Luke reitet für die 20er Kavallerie
Lucky Luke reitet für die 20er Kavallerie (auf dem Titelblatt … reitet für die 20er Kavallerie, französischer Originaltitel: Le 20ème de cavalerie) ist ein Comicband aus der Lucky-Luke-Reihe, der von Morris gezeichnet und von René Goscinny getextet wurde.
Nach der Zählung des Ehapa-Verlages (beziehungsweise zu Beginn: des Delta-Verlages aus Ehapa und Dargaud) ist dieser Band der 19. der Reihe. Zuvor wurde der Comic schon bei Kauka und Yps als Fortsetzungsgeschichte oder auch in Zack beim Koralle-Verlag veröffentlicht, jedoch erhielt der Comic damals teilweise andere Namen. Ursprünglich wurde der Comic 1964 im belgisch-französischen Comicmagazin Spirou und 1965 als 27. Band von Dupuis in Belgien veröffentlicht.
Für die Lucky-Luke-Zeichentrickserie wurde dieser Band verfilmt.

## Inhalt
Die Cheyenne unter ihrem Häuptling Gelber Hund sichern in einem Vertrag mit den USA zu, Wyoming zur Neubesiedlung freizugeben, sich in Reservate zurückzuziehen und auch Siedler durch ihr Land ziehen zu lassen. Andererseits dürfen diese keine Büffel in den Reservaten jagen. An der Grenze zum Land der Indianer befindet sich das Fort Cheyenne, wo das 20. Kavallerieregiment unter Colonel MacStraggle stationiert ist. Jedoch werden eines Tages Siedler angegriffen, zunächst mit Pfeilen, später auch mit Gewehren, und die Cheyenne behaupten, dass der Vertrag gebrochen worden sei, da Büffel getötet worden seien.
Da die Indianer offensichtlich mit Karabinern ausgerüstet wurden, wird Lucky Luke mit allen Vollmachten von der US-Regierung nach Fort Cheyenne geschickt, soll sich jedoch als gewöhnlicher Scout vorstellen, um den Colonel nicht zu verärgern. Im Fort befinden sich auch eine Wäscherei des Chinesen Ming Li Foo sowie der Sohn des Colonels, der Kavallerist ist. Der Sohn des Colonels wird immer wieder bestraft („Sergeant, bestrafen Sie den Mann!“) und muss die niedersten Arbeiten erledigen, weil der Colonel unbedingt den Eindruck des Nepotismus vermeiden will.
Lucky Luke verhandelt mit Gelber Hund, der Lucky Luke bereits kennt. (Die beiden waren sich zuvor begegnet im Band Die schwarzen Berge, der von der Erforschung Wyomings handelt.) Es stellt sich heraus, dass ein ehemaliges Mitglied der 20er-Kavallerie namens Flood die Gewehre besorgt hat. Lucky Luke vereinbart ein Treffen des Häuptlings mit dem Colonel im Fort und garantiert für die Sicherheit von Gelber Hund, jedoch wird auf die weiße Flagge, die gehisst wurde, geschossen, sodass der förmliche Colonel Gelber Hund gefangen nehmen lässt. Flood befreit diesen jedoch wieder. Gelber Hund erklärt den Krieg und verbündet sich mit den Oglala-Sioux, den Krähen-Sioux und den Arapaho mittels Rauchzeichen. Lucky Luke reitet zu den Indianern, um diese zu belauschen, wird aber entdeckt und gefangen genommen, der junge MacStraggle befreit ihn jedoch wieder.
Die Indianer belagern das Fort, die Lebensmittelknappheit wird durch einen gezielten Angriff auf den Vorratsschuppen, bei dem dieser in Brand gerät, verschärft. Um Verstärkung anzufordern, wird ein Tunnel gegraben. Lucky Luke und der junge MacStraggle entkommen aus dem Fort und stehlen den Indianern Pferde, auf denen sie getrennt zum nächsten Stützpunkt der Kavallerie reiten, da die Indianer sie verfolgen. Dort stationierte Kavallerie eilt sofort zu Hilfe. Genau beim letzten verzweifelten Ausfall der 20er-Kavallerie rückt die Verstärkung an, sodass die Indianer zu Verhandlungen gezwungen werden. In diesem Augenblick verrät sich Flood auch gegenüber den Indianern, denn er hatte die Büffel getötet. Es wird ein neuer Friedensvertrag geschlossen und Flood wird verhaftet.